# Cybernoid II: The Revenge
Cybernoid II: The Revenge is een computerspel dat werd ontwikkeld en uitgegeven door Hewson Consultants. Het spel kwam in 1988 uit voor de Commodore 64. Late volgde ook andere populaire homecomputers van die tijd. Het spelt behoort tot het genre shoot 'em up. De speler bestuurt een Cybernoid en moet een vliegtuiglading uit handen van een groep piraten redden.
Ten opzichte van de vorige versie zijn de graphics sterk verbeterd (kleuriger en een hogere resolutie). Naast geluidseffecten wordt het spel begeleid met muziek. Het spel is Engelstalig.

## Platforms
| Jaar | Platform                     |
| ---- | ---------------------------- |
| 1988 | Commodore 64                 |
| 1989 | Amiga, Amstrad CPC, Atari ST |

## Ontvangst
| Beoordeeld door | Platform     | Datum        | Score |
| --------------- | ------------ | ------------ | ----- |
| Power Play      | Commodore 64 | oktober 1988 | 75%   |
| Power Play      | Atari ST     | mei 1989     | 72%   |
| ST/Amiga Format | Atari ST     | april 1989   | 70%   |
| Tilt            | ZX Spectrum  | april 1989   | 70%   |